# Joseph N. Wenger

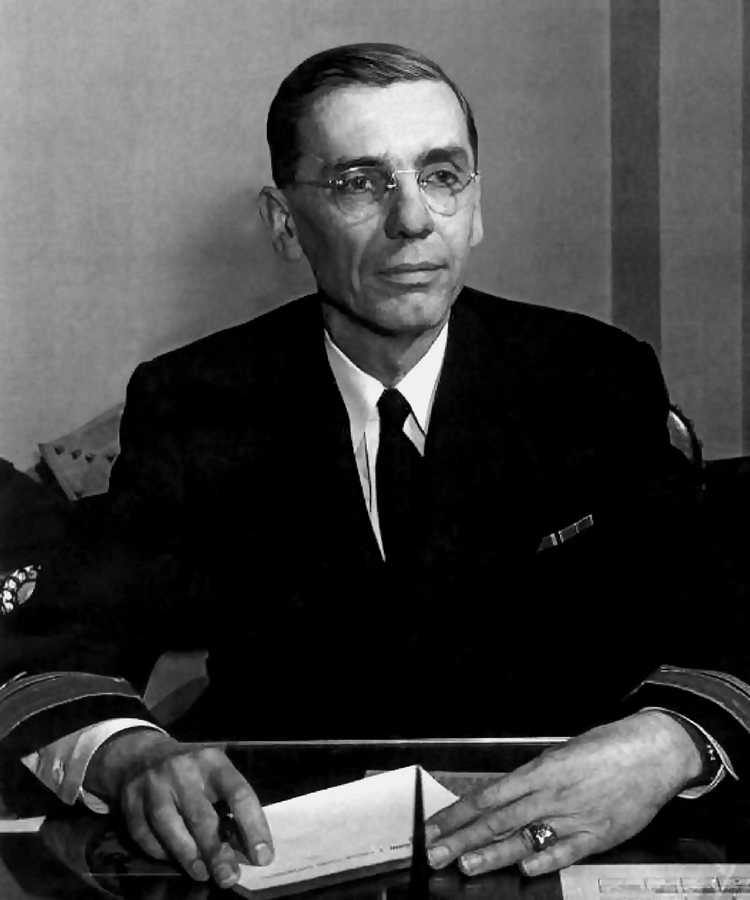
Joseph Wenger in den 1950er Jahren

Joseph Wenger (* 7. Juni 1901 in Patterson, Louisiana; † September 1970) war ein US-amerikanischer Konteradmiral der United States Navy. Er diente als erster Vizedirektor der Armed Forces Security Agency (AFSA) und später als Vizedirektor der National Security Agency (NSA) von Dezember 1952 bis November 1953, nachdem die getrennten Abteilungen der AFSA mit der NSA zusammengelegt wurden. Wenger war eine der leitenden Personen, die für die Entwicklung der NSA zuständig waren.

## Arbeit
Wenger war „einer der Architekten zentralisierter Kryptologie.“ Darüber hinaus spielte er eine zentrale Rolle bei der Gründung der AFSA, der Vorgängerin der NSA. Während des Zweiten Weltkrieges schlug er vor, dass die Navy zwei Millionen US-Dollar „zum Bau von 360 eigenen vierrädrigen Turing-Bombes“ ausgeben solle, um das bestehende Monopol der Briten an den Bombes zu stürzen.